# Fêtes et jours fériés en Géorgie
Les fêtes et jours fériés de la République de Géorgie sont définies par l'article 20 du Code de travail national. 
| Date        | Nom français                                       | Nom géorgien                                                       | Translittération en latin                                                     | Remarques |
| ----------- | -------------------------------------------------- | ------------------------------------------------------------------ | ----------------------------------------------------------------------------- | --- |
| 1er janvier | Jour de l'an                                       | ახალი წელი                                                         | Akhali ts'eli                                                                 | |
| 7 janvier   | Noël orthodoxe                                     | ქრისტეშობა                                                         | Qhristeshoba                                                                  | |
| 19 janvier  | Jour du Baptême du Christ                          | ნათლისღება                                                         | Nathlisgheba                                                                  | |
| 3 mars      | Fête des Mères                                     | დედის დღე                                                          | Dedis dghe                                                                    | |
| 8 mars      | Journée internationale des droits de la femme      | ქალთა საერთაშორისო დღე                                             | Kalta saertachoriso dghe                                                      | |
| 9 avril     | Journée de l'Unité nationale                       | ეროვნული ერთიანობის დღე                                            | Erovnouli ertianobis dghe                                                     | Commémoration de la tragédie du 9 avril à Tbilissi en 1989, quand des dizaines de jeunes étudiants furent tués par les autorités soviétiques durant une manifestation pacifique. |
| Variable    | Grande Semaine, Pâque orthodoxe, Lundi de Pâques   | აღდგომა                                                            | Aghdgoma                                                                      | Lors du lundi de Pâques, une commémoration religieuse est organisée en l'honneur des Disparus.                                                                                   |
| 9 mai       | Fête de la Victoire sur le Fascisme                | ფაშიზმზე გამარჯვების დღე                                           | Phachizmze gamardjvebis dghe                                                  | |
| 12 mai      | Fête de Saint André                                | წმინდა მოციქულის ანდრია პირველწოდებულის საქართველოში შემოსვლის დღე | Ts'minda motsiqhoulis andreys pirvelts'odeboulis sakartvelochi chemosvla dghe | Commémoration de l'arrivée de Saint André en Géorgie, marquant le début de la christianisation du Caucase.                                                                       |
| 26 mai      | Jour de l'Indépendance                             | დამოუკიდებლობის დღე                                                | Damouk'ideblobis dghe                                                         | Le 26 mai 1918, la Géorgie déclara son indépendance vis-à-vis de la RDF de Transcaucasie, après la domination russe qui avait duré de 1801 à 1917.                               |
| 28 août     | Dormition                                          | მარიამობა                                                          | Mariamoba                                                                     | |
| 14 octobre  | Jour de la Cathédrale de Svétitskhovéli (Mtskheta) | სვეტიცხოვლობა                                                      | Svetistskhovloba                                                              | Commémoration de la construction de la première église de Géorgie. D'après les chroniques, elle fut construite dans les années 330 au-dessus de la Sainte Tunique du Christ.     |
| 23 novembre | Fête de Saint Georges                              | გიორგობა                                                           | Guiorgoba                                                                     | Saint Georges de Lydda est le patron de la Géorgie. Sa fête est considérée comme la fête nationale.                                                                              |